# Joseph-Roth-Preis
Der österreichisch-französische Journalistenpreis „Joseph Roth“ (früher: Joseph-Roth-Preis für internationale Publizistik, auch Internationaler Publizistik-Preis Klagenfurt) ist eine nach dem Schriftsteller Joseph Roth benannte Auszeichnung für Journalisten, die zum besseren gegenseitigen Verständnis des politischen, wirtschaftlichen und kulturellen Lebens in Frankreich und Österreich beigetragen haben.
Von 1985 bis 1997 wurde er im Rahmen des Internationalen Publizistikwettbewerbs der Stadt Klagenfurt vergeben. Initiator, Begründer und in der Folge auch Jurymitglied war Humbert Fink. Die Auszeichnung wurde in Anlehnung an den ebenfalls von Humbert Fink initiierten und von der Stadt Klagenfurt vergebenen Ingeborg-Bachmann-Preis für Literatur entwickelt. Als Auswahlkriterium galt „die Klarheit und Qualität der Sprache und die Verständlichkeit, die Plausibilität der Mitteilung“. Ergänzend lobte das Bundesministerium für Unterricht, Kunst und Sport einen mit 75.000 Schilling dotierten Sonderpreis aus.
Seit 1998 ist der Joseph-Roth-Preis Teil eines österreichisch-französischen Aktionsplans, der im Oktober 1997 zur Vertiefung der beiderseitigen Beziehungen von den Botschaften der beiden Länder erstellt wurde. Träger sind der Verband Österreichischer Zeitungen, der Österreichische Rundfunk (ORF), die Bank Austria, die Association de la presse diplomatique und Le Monde. Der Preis wird „jeweils an einen österreichischen oder französischen Journalisten für publizistische Leistungen vergeben, die zum besseren gegenseitigen Verständnis des politischen, wirtschaftlichen und kulturellen Lebens in Frankreich und Österreich sowie zur Vertiefung der bilateralen Beziehungen beigetragen haben“. Der Preis ist nunmehr dotiert mit 3.700 Euro, die von der Bank Austria Creditanstalt gestiftet wurden. Die Jury unter dem Vorsitz von Paul Lendvai, dem Chefredakteur und Mitherausgeber der Europäischen Rundschau, besteht aus sieben Personen: den Vertretern der organisatorischen Träger sowie dem österreichischen Botschafter in Paris und dem französischen Botschafter in Wien.

## Preisträger
Der Preis wurde bisher unter anderem folgenden Autoren und Journalisten verliehen:
Österreichisch-französischer Journalistenpreis:
- 2005: Daniel Vernet (Le Monde)
- 1999: Eva Twaroch, Auslandskorrespondentin des ORF
- 1998: Françoise Lepeltier (Le Figaro)

Internationaler Publizistik-Preis:
- 1997:
- 1996: Carmen Butta, Andrian Kreye, Dieter Thomä (Preis für Essayistik)
- 1995: Uwe Schmitt
- 1994: Hania Luczak (GEO)
- 1993: Andrian Kreye, Andrea Kästle
- 1992: Rudolph Chimelli, Christoph Dieckmann
- 1991: Eva Karnofsky
- 1990: Al Imfeld, Sylvia Kabus
- 1989: Wolfgang Michal
- 1988: Ralph Dutli
- 1987: Axel Hacke[4]
- 1986: Tilman Spengler, Marga Swoboda, Klaus Laermann
- 1985: Ulrich Chaussy, Margrit Sprecher[5]

Jahr der Verleihung unbekannt:
- Kuno Kruse
- Sabine Rückert
- Jacqueline Hénard
- Hans Werner Kilz